# Arts

Aantal artsen per 1000 mensen in 2018.

Een arts, dokter/dokteres of medicus/medica is een persoon die gerechtigd is de geneeskunde te beoefenen. Een geneesheer is meestal een verouderd synoniem voor arts, maar kan ook van toepassing zijn op een geneeskundige die zonder doctorstitel geneeskunde uitvoert. Artsen zijn, behalve aan het civiele en strafrecht, ook onderworpen aan het medisch tuchtrecht.

## Arts in België

### Titel
De titel 'arts', vroeger 'dokter in de genees-, heel- en verloskunde', is voorbehouden voor iemand die de geneeskunde mag uitoefenen. In België is deze voorbehouden aan houders van het universitair diploma: 'master in de geneeskunde' (voorheen 'dokter in de genees-, heel- en verloskunde'), wiens diploma door de geneeskundige commissie is geviseerd. Bovendien moet hij ingeschreven zijn op de lijst van de Orde der artsen van de provincie waarin hij zijn praktijk wil uitoefenen. De functieaanduiding 'geneesheer' werd in de Belgische wetteksten vervangen door 'arts', vanwege het stijgend aantal vrouwen in de functie en de evolutie van focus op genezing naar focus op algemeen welzijn.

### Opleiding
De opleiding tot Master in de geneeskunde loopt via 'bachelor in geneeskunde'. Om aan deze opleiding te mogen beginnen in Vlaanderen moet men slagen voor een toelatingsexamen.
In België zijn er vier hoofdstromen na de basisopleiding tot arts:
- opleiding huisartsgeneeskunde
- sociale geneeskunde, waarbinnen onder meer de afstudeerrichtingen jeugdgezondheid (de vroegere "schoolarts"), arbeidsgeneeskunde en gerechtelijke geneeskunde.
- klinische specialisatie (opleiding tot arts-specialist)
- wetenschappelijk onderzoeker

De specialisatie door een na-opleiding, die in universitaire centra en in grote ziekenhuizen wordt gegeven en vereist is vóór de arts door ter zake officieel aangestelde erkenningscommissies als specialist kan worden aanvaard, varieert naargelang het specialisme van twee tot zes jaar.

## Arts in Nederland
In Nederland mag sinds de vervanging van de Wet Uitoefening Geneeskunst (1865) door de Wet BIG (1993) iedereen geneeskunde bedrijven. Er zijn wel zogenoemde voorbehouden handelingen, die alleen door medisch geschoold personeel mogen worden gedaan, zoals opereren en injecteren.
In Nederland is "arts" een beschermde titel, die pas kan worden verkregen na het voltooien van een academische studie en het succesvol afleggen van het artsexamen. Om de titel te mogen voeren moet een arts zijn ingeschreven in het BIG-register.
Om het beroep te mogen uitoefenen is registratie in het BIG-register geen voorwaarde, wel om de titel te mogen voeren. Immers, het bedrijven van geneeskunst is vrijgegeven behoudens 13 voorbehouden handelingen (art. 36 wet BIG).
Verschillende hoofdstromen na de basisopleiding tot arts zijn in Nederland:
- huisarts, specialist ouderengeneeskunde (voor 15 juli 2009: verpleeghuisarts) en arts voor Verstandelijk Gehandicapten
- Klinisch specialist (meestal werkzaam in een ziekenhuis; zie geneeskunde voor een lijst met specialismen)
- sociaal-geneeskundigen
- sportarts
- wetenschappelijk onderzoeker

Sociaal-geneeskundigen deelt men in Nederland verder in vier groepen in:
- arts voor arbeid en gezondheid; titel bedrijfsarts
- arts voor verzekeringsgeneeskunde; titel verzekeringsarts
- arts voor maatschappij en gezondheid; arts tuberculosebestrijding, jeugdarts, arts infectieziektebestrijding, vertrouwensarts, indicerend arts en medisch milieukundige
- Forensisch geneeskundige

Sociaal-geneeskundigen zijn vaak werkzaam bij de (semi)overheid in het kader van de maatschappelijke gezondheidszorg, maar ook als medisch adviseur bij verzekeraars en in allerlei management- en beleidsfuncties.

## Dokter, arts, doctor
De woorden arts en dokter worden in licht verschillende contexten gebruikt. In de spreektaal wordt vaker 'dokter' gezegd, en dit wordt ook figuurlijk gebruikt voor mensen die geen diploma geneeskunde hebben. Arts is officiëler. In combinatie met de naam is het steeds dokter, bijvoorbeeld 'dokter Jansen'. In combinatie met het specialisme wordt meestal arts gebruikt: huisarts, tandarts, kno-arts, oogarts. 'Huisdokter' is echter in Vlaanderen ook gebruikelijk. Behalve artsen, kunnen ook tandartsen en dierenartsen worden aangesproken met 'dokter'.
De benaming 'dokter' dient niet te worden verward met de academische titel doctor, de titel die wordt verleend aan degene die een wetenschappelijke promotie succesvol heeft afgerond. Gebruikt men het meervoud 'doktoren', dan is er alleen in de spelling een verschil merkbaar. Een dokter hoeft geen doctor te zijn om als arts te mogen werken en een doctor kan ook een ander vakgebied hebben. Het is daarom niet correct 'dokter Jansen' te verkorten tot 'dr. Jansen', tenzij Jansen doctor is. De afkorting 'Dr.' (met hoofdletter) is echter wel gebruikelijk om een arts aan te duiden die niet per se doctor is. Dit gebruik vindt evenwel geen grond in de wet. Het gebruik is in wezen in strijd met de wetgeving op de academische graden en zou daarom eventueel zelfs strafrechtelijk gesanctioneerd kunnen worden. De afkorting 'Dr.' verwijst immers enkel naar de academische titel 'Doctor' en niet naar 'Dokter'.  
Daarentegen worden in de Angelsaksische landen artsen wel als (medical) 'doctor' aangesproken (er is hier dus geen verschil in spelling). Artsen uit de VS hebben namelijk de academische titel Medical Doctor (M.D., ook wel MD); artsen uit het Verenigd Koninkrijk slechts de graad Bachelor of Medicine and Surgery (MBBS), maar zij voeren protocollair toch de titel 'doctor'. Iemand die succesvol een doctoraat heeft verdedigd voert hier de titel van PhD. In Nederland en België vindt het voeren van de Amerikaanse en internationaal herkenbare titel 'M.D.' de laatste jaren steeds meer ingang bij artsen, in het bijzonder bij degenen die een loopbaan hebben in de medische wetenschap en/of werken bij universitaire medische centra. Deze artsen werken namelijk veelal samen met artsen in het buitenland en het gebruik van deze internationale titulatuur leidt dan tot betere herkenning in het buitenland. Het gebruik ervan is noch in Nederland noch in België wettelijk erkend.

## Opleiding
Sinds 2012 duurt de artsenopleiding zowel in België als in Nederland zes jaar. Daarvoor duurde de studie in België zeven jaar. De eerste jaren zijn met name in België theoretisch georiënteerd. De laatste 2 à 3 jaren brengt de student het geleerde in praktijk in verschillende ziekenhuizen. Gedurende deze periode loopt de student stage in verschillende specialismen; Nederlandse studenten worden dan 'coassistent' genoemd. De student mag dan, altijd onder toezicht van een medisch specialist, diagnoses stellen en behandelingen toepassen. Na het vervullen van deze stages kan men het artsexamen afleggen en is men basisarts. Men kan dan werken als arts, al dan niet in opleiding tot specialist (AIOS/ANIOS). De meeste basisartsen studeren verder voor geneeskundig specialist, zoals huisarts, internist of chirurg.
In België is het niet gebruikelijk om geneeskundestudenten die in hun laatste 1,5 jaren stagelopen coassistent te noemen, maar stagiair. Met 'coassistent' wordt doorgaans gedoeld op geneeskundestudenten die in het kader van een kandidatuur voor specialisatie stagelopen voor langere periode op één dienst. Het is stagiairs en coassistenten in België toegelaten om onder begeleiding van een medisch specialist medische handelingen uit te voeren, zowel diagnostisch als therapeutisch, en dit zowel in internistische als in heelkundige specialismen. In dit laatste geval is de toegelaten bijdrage doorgaans beperkt en afhankelijk van vele factoren, zoals aard en moeilijkheid van de ingreep, aanwezigheid van assistenten en bereidwilligheid daartoe van de chirurg. In België legt men in het zesde jaar een eindexamen af en vervolledigt men de opleiding tot basisarts. De basisarts kan, vergelijkbaar met de situatie in Nederland, werken als basisarts (meestal verbonden aan de universiteit met een onderzoeksopdracht), of zich verder specialiseren tot specialist (arts-specialist in opleiding, ASO), huisarts (huisarts in opleiding, HAIO), of andere specialismen (waaronder de expertisegeneeskunde, maatschappelijke geneeskunde en jeugdgeneeskunde).
De (tand)artsenstudie is een van de weinige universitaire opleidingen in Vlaanderen waarvoor een bijkomend toelatingsexamen verplicht is, naast de algemene toelatingsvoorwaarde: in het bezit zijn van het diploma secundair onderwijs (of gelijkwaardig).

### Opleidingen in België
- Universiteit Antwerpen
- Vrije Universiteit Brussel
- Universiteit Gent
- Universiteit Hasselt (enkel bachelor-jaren)
- Katholieke Universiteit Leuven
- Université de Mons (UMons) (enkel bachelor-jaren)
- Université de Namur (UNamur) (enkel bachelor-jaren)
- Université de Liège (ULg)
- Université catholique de Louvain (UCL)
- Université libre de Bruxelles (ULB)

### Opleidingen in Nederland
- Universiteit van Amsterdam
- Vrije Universiteit Amsterdam
- Rijksuniversiteit Groningen
- Universiteit Leiden
- Universiteit Maastricht
- Radboud Universiteit Nijmegen
- Erasmus Universiteit Rotterdam
- Universiteit Utrecht